# Isidor Albu
Isidor Albu  (* 20. Januar 1837 in Fichtwerder bei Landsberg an der Warthe; † 5. Januar 1903 in Berlin) war ein deutscher Mediziner.
Isidor Albu studierte Medizin in Berlin und wurde dort 1862 promoviert. Danach ließ er sich als Arzt in Berlin nieder und trat durch Veröffentlichungen und Untersuchungen zu Hygiene, Epidemiologie und Medizinalstatistik hervor. Unter anderem untersuchte er den Zusammenhang von Typhus und Grundwasser in Berlin.  In den 1870er Jahren entwarf er einen hygienisch-topographischen Atlas von Berlin, unter anderem mit einer Sterblichkeitskarte. Sein Handbuch der Gesundheitspflege von 1874 war damals ein Standardwerk. 1882 ging er in den Iran und wurde Leibarzt des Schahs von Persien sowie Professor für Medizin an der Universität (bzw. medizinischen Schule) in Teheran. 1892 kehrte er nach Deutschland zurück und gründete ein augenärztliches Zentrum in Berlin (Okularium), gründete solche aber auch in anderen deutschen Städten.

## Schriften
- Handbuch der allgemeinen persönlichen und öffentlichen Gesundheitspflege, Berlin: Schroeder 1874 (autorisierte deutsche Übersetzung von Aimé Riant, Lecons d’hygiène). Google Books
- Die öffentliche Gesundheitspflege in Berlin : für Behörden, Baumeister und Aerzte unter Benutzung des gesammten amtlichen Materials, Berlin: Schroeder 1877, Digitalisat
- Stichwort „Harngiftigkeit“ in Band XXXI der Real-Encyclopädie der gesammten Heilkunde, Verlag Urban & Schwarzenberg, 9. Jahrgang der Encyclopädischen Jahrbücher, Berlin/Wien 1900, S. 171–176